# 張鶴齡 (光緒進士)
张鹤龄（1867年—1908年），字筱圃，江苏武进人，清末民初教育家、进士出身。张受书之子。

## 生平
光绪十五年（1889年），乡试中举。光绪十八年（1892年）壬辰科二甲第二名进士，同年五月，改翰林院庶吉士。光緒二十四年四月，散館，著以部属用，改户部主事。时值甲午战争，张鹤龄极力主张变法，戊戌变法失败后，告假还乡，创立经世学社及江苏学会(为江苏教育总会的前身)。光绪二十七年（1901年），被张百熙聘任为京师大学堂总教习。期间为普及中国的新式教育，曾拟订《学务纲要》等20个系统规则，通称“奏定学堂章程”，由张之洞、张百熙等呈奏清廷颁布施行。
光绪二十九年（1903年），张鹤龄在提倡新学之同时，主张对文字进行改革。认为中国的汉文字存在“字义难识”、“律例不一”、“宗派繁多”三大难于推广的障碍。改革的办法是：“字义”盯避难趋简，改变过去“以义辨字为以音”识字，效法“欧美非澳”国家推行的拼音法，强调语言与文字表述上的统一，做到“能语言之人，即能文字之人”；“律例”上主张全国应统一语法，不能因地而异，各自为主，使初学者无所遵循；至于“宗派繁多”的问题，应规定统一格式，奏疏用“立言之体”，并牍以“运典为工”。同年冬，任南洋公学总理。张鹤龄的同榜出过四个交大校长，除了张鹤龄外，还有二甲24的张元济、二甲34的蔡元培、二甲105的唐文治，俱有大名。
光绪三十年（1904年）二月，日俄战争爆发，张鹤龄就此事与张美翊、已离开南洋公学到商务印书馆任职的张元济及赵风昌、吕景瑞等人紧急磋商：“诚恐以后各国大会媾和，始终置我局外，尽失主权”，议定由张美翊收集巴黎及柏林和会资料，呈送盛宣怀，并拟请盛约瑞方、吕海寰电告清廷。奏请实行。
同年，赵尔巽出任湖南巡抚，上奏朝廷将张鹤龄从京师调到湖南，署理湖南粮储道总办，并兼洋务、学务、营务及督办文案事宜。后任湖南按察使。湖南省在其新学规划布置下先后兴建多所学堂。同年政府与列强签订粤汉铁路借款合同，张鹤龄公开呼吁“废约保路”，支持人民收回主权，官声大振。
光绪三十二年（1906年）四月，清廷下令停止科举教育和科举考试，实行新学。任命张鹤龄奉天首任提学使，命其主持东三省新学教育。到任后，在省城设立学务公所，创办师范教育，陆续办起格致测算专修科、实验学堂、省立中学堂，接办商业学堂，对维城小学、蒙文学堂及简陋的城乡小学加以修缮，添置设备，使这些学校初具规模。并在奉天成立省教育会并督促各县兴办教育。光绪三十四年（1908年），据调查，全省学堂增至2122所，在校学生达8.5万余人。其办学实绩可与长江流域的省、市媲美。并重视提高教学质量，当时所办师范简易科学生成绩，经清廷学部考试验收，评价颇佳，获嘉奖传示全国。并在奉天创办全省最早的省城图书馆（今沈阳图书馆），同年七月，图书馆开馆。
同年9月5日，因积劳成疾逝世，年仅42岁。

## 身后
张鹤龄病逝后，东三省总督徐世昌率各司道府县同仁前往吊唁，并拨款3000金作为治丧之费用。9月23日，其灵榇返回家乡，沿途送行者极众。墓在江苏武进县安西乡孙公塘。墓志铭由谭延闿书写。

## 家庭
有一子。